# پرواز شماره ۸۵۵ ایر ایندیا
پرواز شماره ۸۵۵ ایر ایندیا(به انگلیسی: Air India Flight 855) یک پرواز از بمبئی به مقصد دبی بود که با ۱۹۰ مسافر و ۲۳ خدمه بودند، در تاریخ ۱ ژانویه ۱۹۷۸ دچار سانحه شد و ۲۱۳ نفر جان باختند .